# ایستون (کانزاس)
ایستون (به انگلیسی: Easton) شهری در ایالت کانزاس کشور ایالات متحده آمریکا است که جمعیت آن در سرشماری سال ۲۰۱۰ میلادی، ۲۵۳ نفر بوده‌است.